# Ozoroa benguellensis
Ozoroa benguellensis là một loài thực vật có hoa trong họ Đào lộn hột. Loài này được (Engl.) R.Fern. mô tả khoa học đầu tiên năm 1966.